# Tragoportax
Tragoportax és un gènere extint de mamífers artiodàctils de la família dels bòvids que visqueren al Vell Món entre el Miocè superior i el Pliocè superior. Se n'han trobat restes fòssils a Bulgària, els Emirats Àrabs Units, Espanya (incloent-hi el jaciment de Piera i Venta del Moro), Etiòpia, Grècia, l'Índia, l'Iran, Kenya, Líbia, Moldàvia, el Pakistan i Turquia. La seva constitució, amb potes força llargues i un pes d'aproximadament 80 kg, fa pensar que eren animals veloços i bons saltadors. El seu hàbitat natural eren els boscos oberts. Eren preses de depredadors com ara Machairodus. La crisi del Vallesià afavorí els boselafinis, com Tragoportax, en detriment d'Amphiprox, Hispanomeryx i Protragocerus.